# Thanks Jimi Festival
Thanks Jimi Festival – coroczny festiwal upamiętniający muzykę i sylwetkę gitarzysty Jimiego Hendrixa. Festiwal jest organizowany we Wrocławiu od 2003 roku przez Leszka Cichońskiego, co roku podejmowana jest także próba bicia rekordu Guinnessa we wspólnej grze na gitarach. Uczestnicy grają na żywo utwór „Hey Joe”. 

## Liczba gitarzystów w poszczególnych latach
- 10 maja 2003 – 588
- 8 maja 2004 – 916
- 1 maja 2005 – 1201
- 1 maja 2006 – 1581
- 2007 – 1881
- 1 maja 2008 – 1951
- 1 maja 2009 – 6346
- 1 maja 2010 – ok. 4000
- 30 kwietnia 2011 – 5601
- 1 maja 2012 – 7273
- 1 maja 2013 – 5734
- 1 maja 2014 – 7344[1]
- 1 maja 2015 – 5018
- 1 maja 2016 – 7356
- 1 maja 2017 – 6299
- 1 maja 2018 – 7411
- 1 maja 2019 – 7423
- 1 maja 2022 – 7676[2]
- 1 maja 2023 – 7967[3]
- 1 maja 2025 – 8122[4]

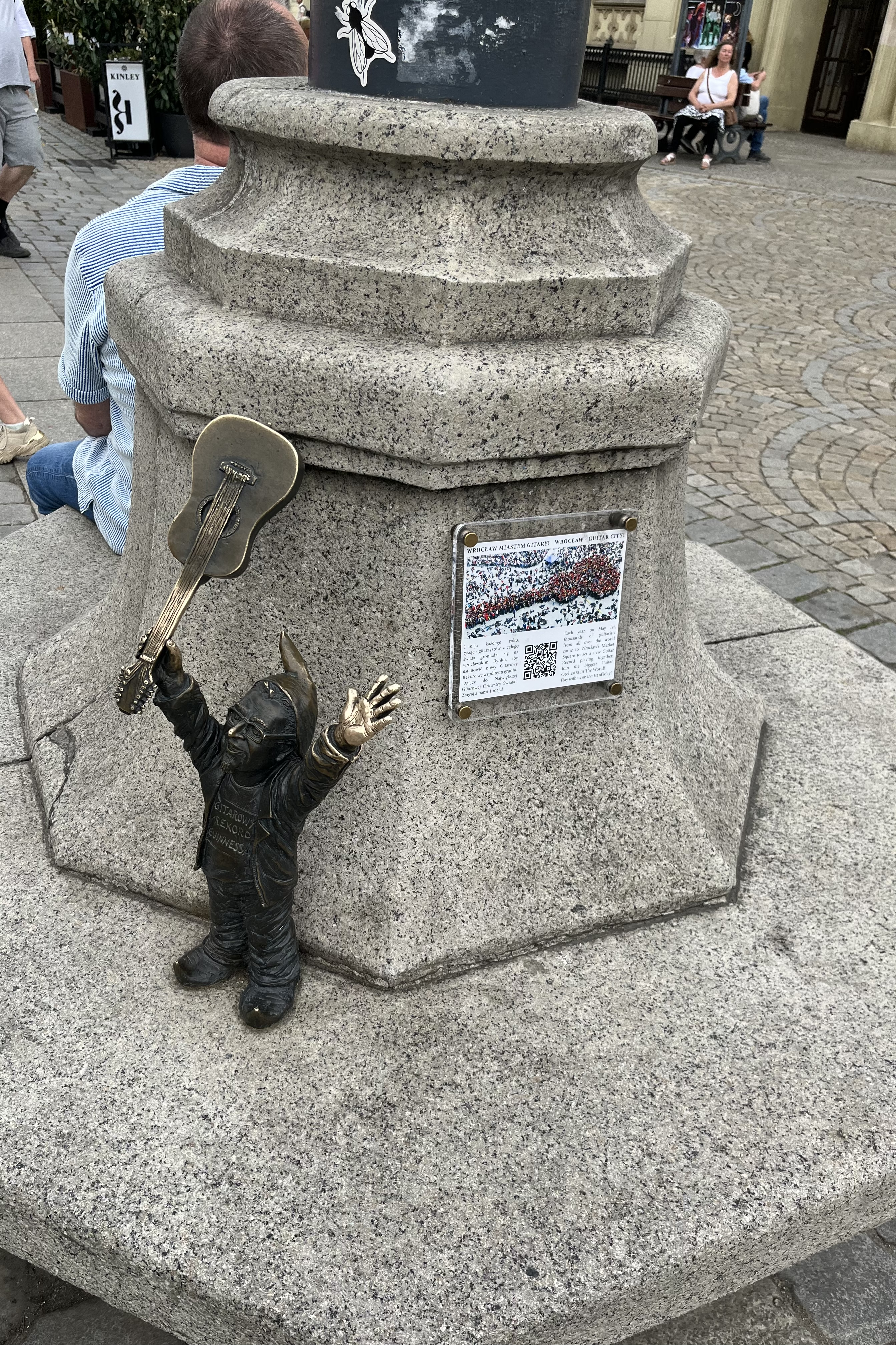
Wrocławskie krasnal Leszko (2025)

1 maja 2006 roku pobito światowy rekord Guinnessa we wspólnej grze na gitarach; poprzedni (1555 gitar) należał do amerykańskiej firmy Epiphone, producenta gitar. W 2007 roku na wrocławskim Rynku został pobity własny rekord, na rynek przybyło 1881 gitarzystów i gitarzystek. Tego roku także wszyscy fani gitary z całego świata po raz pierwszy połączyli się dzięki transmisji telewizyjnej. Równocześnie „Hey Joe” zagrali gitarzyści w Berlinie, Nowym Jorku, Monachium i Budapeszcie. Rekord bito także z powodzeniem w latach 2008 i 2009. 1 maja 2010 roku nie udało się pobić rekordu, zagrało jedynie 4 tysiące gitarzystów. Dopiero w 2012 z sukcesem udało się pobić własny rekord z wynikiem 7273 uczestników. Następnie rekord pobijano w latach 2014 (7344 gitarzystów), 2016 (7356 gitarzystów), 2018 (7411 gitarzystów), 2019 (7423 gitarzystów) i 2022 (7676 gitarzystów).
Wszystkie imprezy uświetnione były występami wielu gitarzystów polskich (m.in. Leszek Cichoński, Marek Raduli, Mieczysław Jurecki, Ryszard Sygitowicz, Wojciech Hoffmann, Krzysztof Misiak, Jan Borysewicz, Jerzy Styczyński, Sebastian Riedel) i zagranicznych (Egon Poka, Tommy Emanuel, Hirram Bullock, Stan Skibby, Steve Morse, Leon Hendrix, Roman Miroshnichenko, Al Di Meola, Scott Henderson, Marcus Miller, Europe, Jennifer Batten, Chuck Garric, Bruce Kulick).